# アルベルト・バルドナード
アルベルト・ルイス・バルドナード（Alberto Louis Baldonado、1993年2月1日 - ）は、パナマ・コロン県コロン出身のプロ野球選手（投手）。左投左打。読売ジャイアンツ所属。

## 経歴

### プロ入りとメッツ傘下時代
2010年にアマチュア・フリーエージェントでニューヨーク・メッツと契約してプロ入り。傘下のルーキー級ドミニカン・サマーリーグ・メッツでプロデビューした。
2017年まで傘下のマイナーチームでプレーしたが、メジャーへ昇格することはなく、同年オフの11月6日に自由契約となった。

### カブス傘下時代
2017年12月11日にシカゴ・カブスとマイナー契約を結び、スプリングトレーニングに招待選手として参加することになった。
2018年は傘下のAAA級アイオワ・カブスで37試合に登板して7勝2敗、防御率4.88、66奪三振を記録し、パシフィックコーストリーグのオールスターに選出された。
2019年もAAA級アイオワで開幕を迎えたが、5月17日に自由契約となった。

### 独立リーグ時代
2019年6月16日にアトランティックリーグのハイポイント・ロッカーズと契約した。13試合に登板して防御率1.98、19奪三振を記録した。

### メキシカンリーグ時代
2019年7月30日にメキシカンリーグのモンテレイ・サルタンズと契約した。12試合に登板して防御率1.59を記録した。オフの2020年1月21日に自由契約となった。

### ナショナルズ時代
2020年2月7日にワシントン・ナショナルズとマイナー契約を結んだが、新型コロナウイルスの影響でシーズン開幕が遅れる中、開幕前の5月29日に自由契約となった。
2021年1月6日に再びナショナルズとマイナー契約を結んだ。シーズンでは傘下のAA級ハリスバーグ・セネターズで開幕を迎え、その後AAA級ロチェスター・レッドウイングスへ昇格。9月1日にメジャー契約を結びアクティブ・ロースター入りし、翌2日のフィラデルフィア・フィリーズ戦に救援登板してメジャーデビューを果たした。この年はメジャーで14試合に登板して防御率8.44、12奪三振を記録した。オフに自由契約となったが、11月9日にマイナー契約で再契約した。
2022年はAAA級ロチェスターで56試合に登板して3勝2敗、防御率3.84、81奪三振を記録した。
2023年はシーズン開幕前に開催されたWBCのパナマ代表に選出された。この年もAAA級ロチェスターで開幕を迎えたが、NPBでのプレーを望み6月20日に自由契約となった。

### 巨人時代
2023年7月1日、読売ジャイアンツへの入団が発表された。背番号は49で、推定年俸は3000万円。7月15日のヤクルト戦（神宮球場）の6回に来日初登板するも、ホセ・オスナに本塁打を打たれた。シーズン終盤には勝ちパターンに定着し、21試合登板で2勝1敗7ホールド、防御率1.69を記録した。11月27日には残留することが発表され、推定年俸は9000万円となった。
2024年はオープン戦から結果を残し、開幕を一軍で迎える。開幕からは15試合連続無失点を記録、交流戦前後の5月から6月にかけては大勢の故障離脱の影響もあり抑えを任され、5月10日のヤクルト戦で来日初セーブを記録した。6月は防御率9.39と調子を落とし、3度のセーブ失敗があったものの約2か月で9セーブを記録し、大勢の復帰後は勝ちパターンの一角として優勝したチームのブルペンの中心でフル稼働した。最終的にはチーム最多の58試合に登板し、2勝3敗26ホールド9セーブ、防御率2.44を記録した。11月5日に複数年契約で合意した。

## 選手としての特徴・人物
最速158km/hのストレートに加え、シンカー、スライダー、チェンジアップを操り、高い奪三振率が特徴。

## 詳細情報

### 年度別投手成績
| 年 度    | 球 団    | 登 板 | 先 発 | 完 投 | 完 封 | 無 四 球 | 勝 利 | 敗 戦 | セ 丨 ブ | ホ 丨 ル ド | 勝 率 | 打 者 | 投 球 回 | 被 安 打 | 被 本 塁 打 | 与 四 球 | 敬 遠 | 与 死 球 | 奪 三 振 | 暴 投 | ボ 丨 ク | 失 点 | 自 責 点 | 防 御 率 | W H I P |
| -------- | -------- | ----- | ----- | ----- | ----- | -------- | ----- | ----- | -------- | ----------- | ----- | ----- | -------- | -------- | ----------- | -------- | ----- | -------- | -------- | ----- | -------- | ----- | -------- | -------- | ------- |
| 2021     | WSH      | 14    | 0     | 0     | 0     | 0        | 0     | 1     | 0        | 3           | .000  | 49    | 10.2     | 10       | 3           | 7        | 0     | 0        | 12       | 1     | 0        | 10    | 10       | 8.44     | 1.59    |
| 2023     | 巨人     | 21    | 0     | 0     | 0     | 0        | 2     | 1     | 0        | 7           | .667  | 87    | 21.1     | 15       | 2           | 10       | 0     | 0        | 21       | 0     | 0        | 5     | 4        | 1.69     | 1.17    |
| 2024     | 巨人     | 58    | 0     | 0     | 0     | 0        | 2     | 3     | 9        | 26          | .400  | 220   | 51.2     | 40       | 1           | 28       | 1     | 0        | 63       | 2     | 0        | 15    | 14       | 2.44     | 1.32    |
| MLB：1年 | MLB：1年 | 14    | 0     | 0     | 0     | 0        | 0     | 1     | 0        | 3           | .000  | 49    | 10.2     | 10       | 3           | 7        | 0     | 0        | 12       | 1     | 0        | 10    | 10       | 8.44     | 1.59    |
| NPB：2年 | NPB：2年 | 79    | 0     | 0     | 0     | 0        | 4     | 4     | 9        | 33          | .500  | 307   | 73.0     | 55       | 3           | 38       | 1     | 0        | 84       | 2     | 0        | 20    | 18       | 2.22     | 1.27    |

- 2024年度シーズン終了時

### WBCでの投手成績
| 年 度 | 代 表  | 登 板 | 先 発 | 勝 利 | 敗 戦 | セ ｜ ブ | 打 者 | 投 球 回 | 被 安 打 | 被 本 塁 打 | 与 四 球 | 敬 遠 | 与 死 球 | 奪 三 振 | 暴 投 | ボ ｜ ク | 失 点 | 自 責 点 | 防 御 率 |
| ----- | ------ | ----- | ----- | ----- | ----- | -------- | ----- | -------- | -------- | ----------- | -------- | ----- | -------- | -------- | ----- | -------- | ----- | -------- | -------- |
| 2023  | パナマ | 2     | 0     | 0     | 0     | 0        | 12    | 3.0      | 3        | 0           | 0        | 0     | 0        | 1        | 1     | 0        | 1     | 1        | 3.00     |

### 年度別守備成績
| 年 度 | 球 団 | 投手（P） | 投手（P） | 投手（P） | 投手（P） | 投手（P） | 投手（P） |
| 年 度 | 球 団 | 試 合     | 刺 殺     | 補 殺     | 失 策     | 併 殺     | 守 備 率  |
| ----- | ----- | --------- | --------- | --------- | --------- | --------- | --------- |
| 2021  | WSH   | 14        | 0         | 1         | 0         | 0         | 1.000     |
| 2023  | 巨人  | 21        | 1         | 3         | 1         | 0         | .800      |
| 2024  | 巨人  | 58        | 0         | 4         | 1         | 0         | .800      |
| MLB   | MLB   | 14        | 0         | 1         | 0         | 0         | 1.000     |
| NPB   | NPB   | 79        | 1         | 7         | 2         | 0         | .800      |

- 2024年度シーズン終了時

### 記録

#### NPB
初記録
- 初登板：2023年7月15日、対東京ヤクルトスワローズ11回戦（明治神宮野球場）、6回裏に3番手で救援登板、1回1失点[15]
- 初奪三振：同上、6回裏にドミンゴ・サンタナから空振り三振[15]
- 初ホールド：2023年8月17日、対中日ドラゴンズ18回戦（バンテリンドーム ナゴヤ）、8回裏二死から4番手で救援登板、1/3回無失点
- 初勝利：2023年8月23日、対東京ヤクルトスワローズ18回戦（東京ドーム）、11回表に5番手で救援登板・完了、1回無失点
- 初セーブ：2024年5月10日、対東京ヤクルトスワローズ6回戦（明治神宮野球場）、9回裏に5番手で救援登板・完了、1回無失点

### 背番号
- 62（2021年）
- 49（2023年7月3日[14] - ）

### 代表歴
- 2023 ワールド・ベースボール・クラシック・パナマ代表
- 2024 WBSCプレミア12 パナマ代表